# Крікор Бедрос XX
Крікор Бедрос XX, I.C.P.B., Григорій Петро XX, в миру — Григор Ґаброян (15 листопада 1934, Алеппо — 25 травня 2021, Бейрут) — патріарх Вірменської католицької церкви, архиєпископ-митрополит Бейрута (2015—2021). Офіційний титул — Його Блаженство Католікос — Патріарх Кілікії.

## Життєпис
Народився 15 листопада 1934 року в сирійському місті Алеппо. Навчався в семінарії в Лівані і Папському Григоріанському університеті в Римі. Після закінчення навчання повернувся до Лівану, де 28 березня 1959 року був висвячений на священика. Працював директором школи, ректором малої семінарії і секретарем виконавчої ради монастиря у Бзоммарі.
У 1977 році був призначений екзархом Вірменського католицького екзархату у Франції. 13 лютого 1977 року висвячений на єпископа, хіротонію очолював тодішній глава церкви Патріарх Хемаяг Бедрос XVII. Єпископ Ґаброян став титулярним єпископом Аміда-дельї-Армені.
30 червня 1986 року папа Іван Павло II видав буллу In Petro Apostolorum, якою перетворив Апостольський екзархат Франції в єпархію Святого Хреста в Парижі. Єпископ Ґаброян став першим єпископом новоствореної єпархії.
У лютому 2013 року подав у відставку. Після смерті Патріарха Нерсеса Бедроса XIX 25 червня 2015 року, виконував обов'язки адміністратора Патріархату вірмен-католиків.
З 14 по 25 липня 2015 року проходив Священний Синод Вірменської католицької церкви, на якому 24 липня Григор Ґаброян був обраний новим Патріархом. Після обрання Патріарх взяв собі ім'я Крікор Бедрос XX. 25 липня Папа Франциск прийняв новообраного Патріарха у церковне сопричастя.
Інтронізація Крікора Бедроса XX відбулася 9 серпня 2015 року в Бейруті.
Помер 25 травня 2021 року.